# Naturschutzgebiet Glockengrund

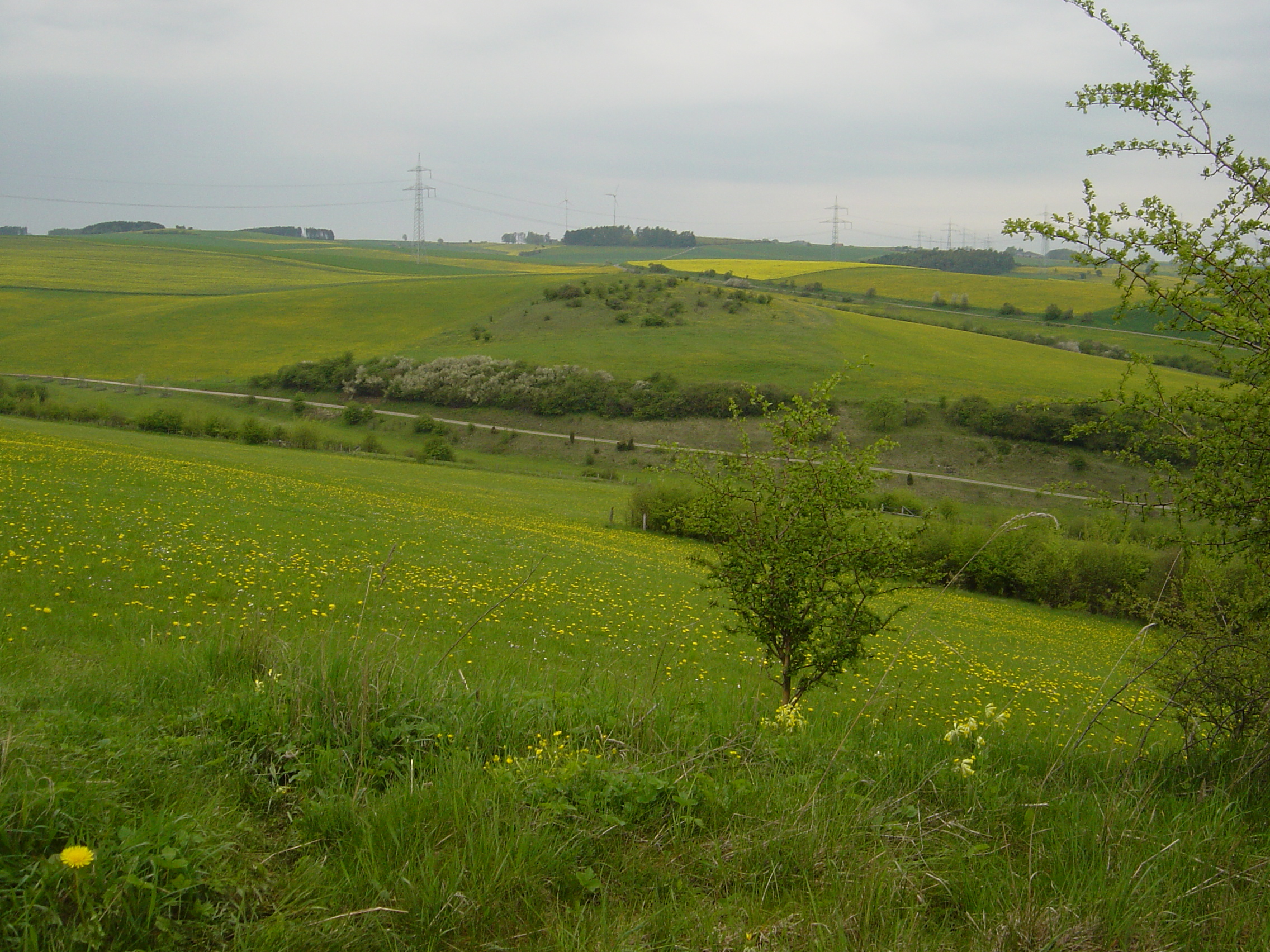
Nordwestbereich vom Schutzgebiet

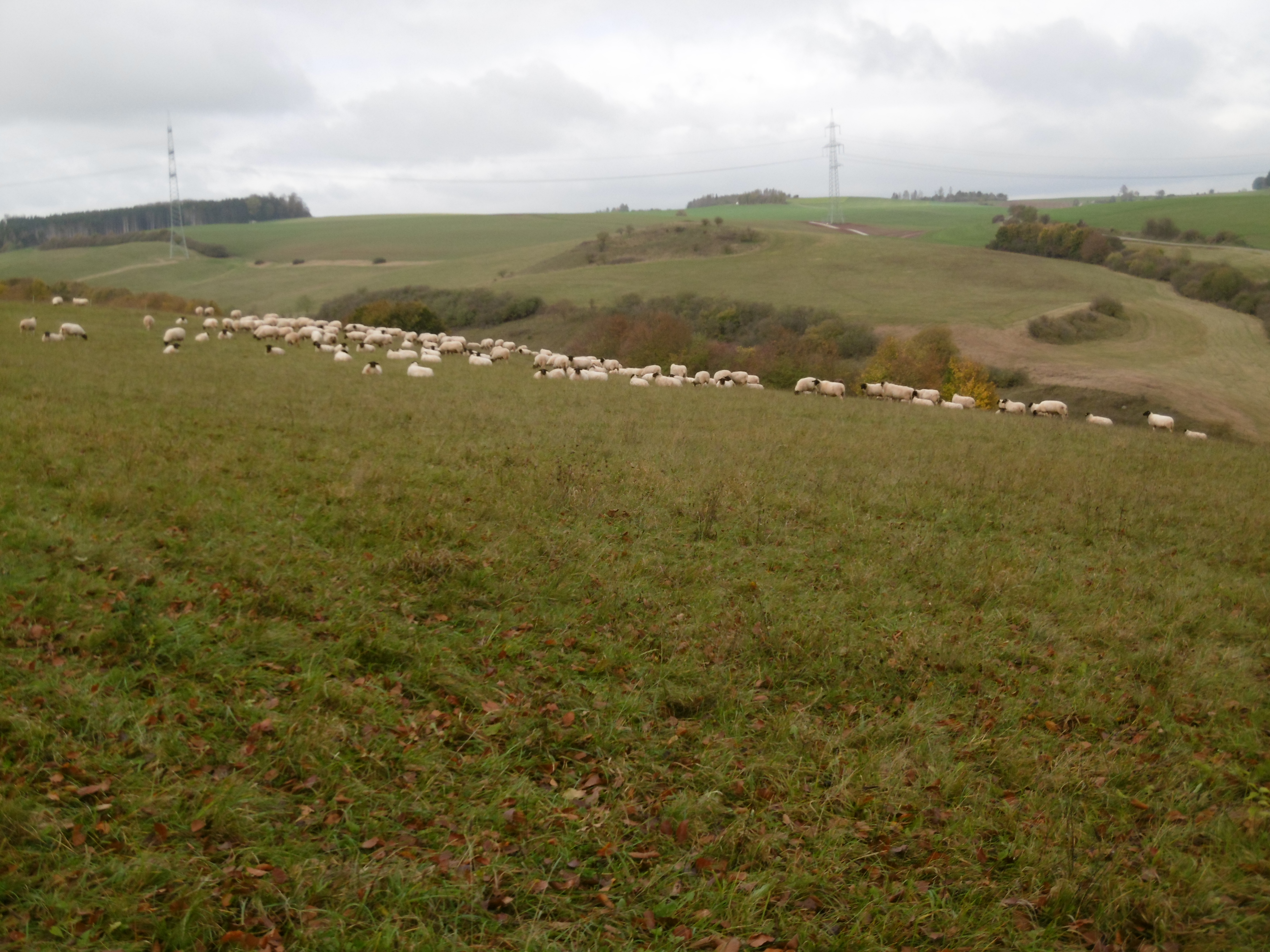
Naturschutzgebiet Glockengrund mit Schafherde

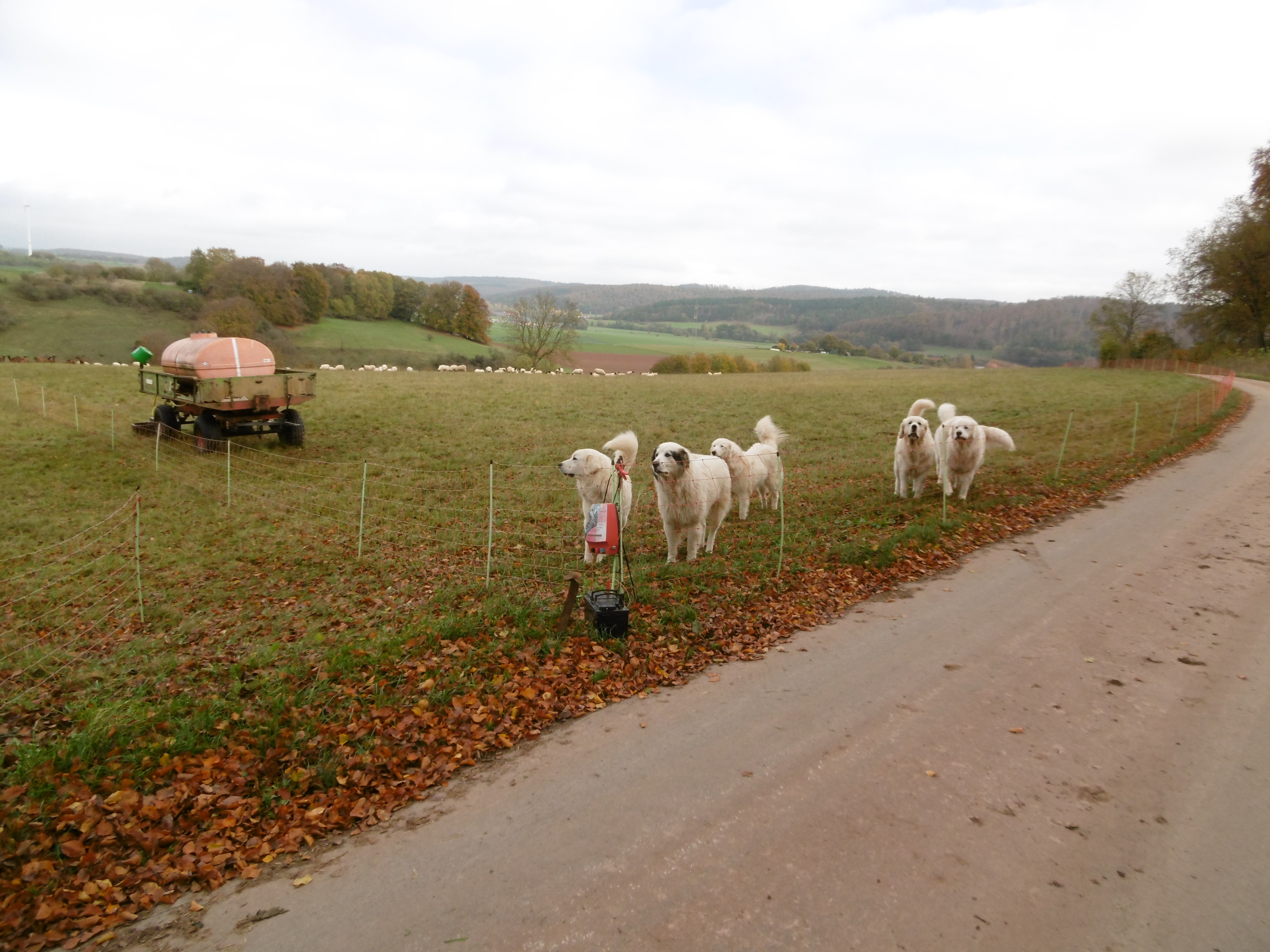
Herdenschutzhunden, Schaf- und Ziegenherde im Schutzgebiet

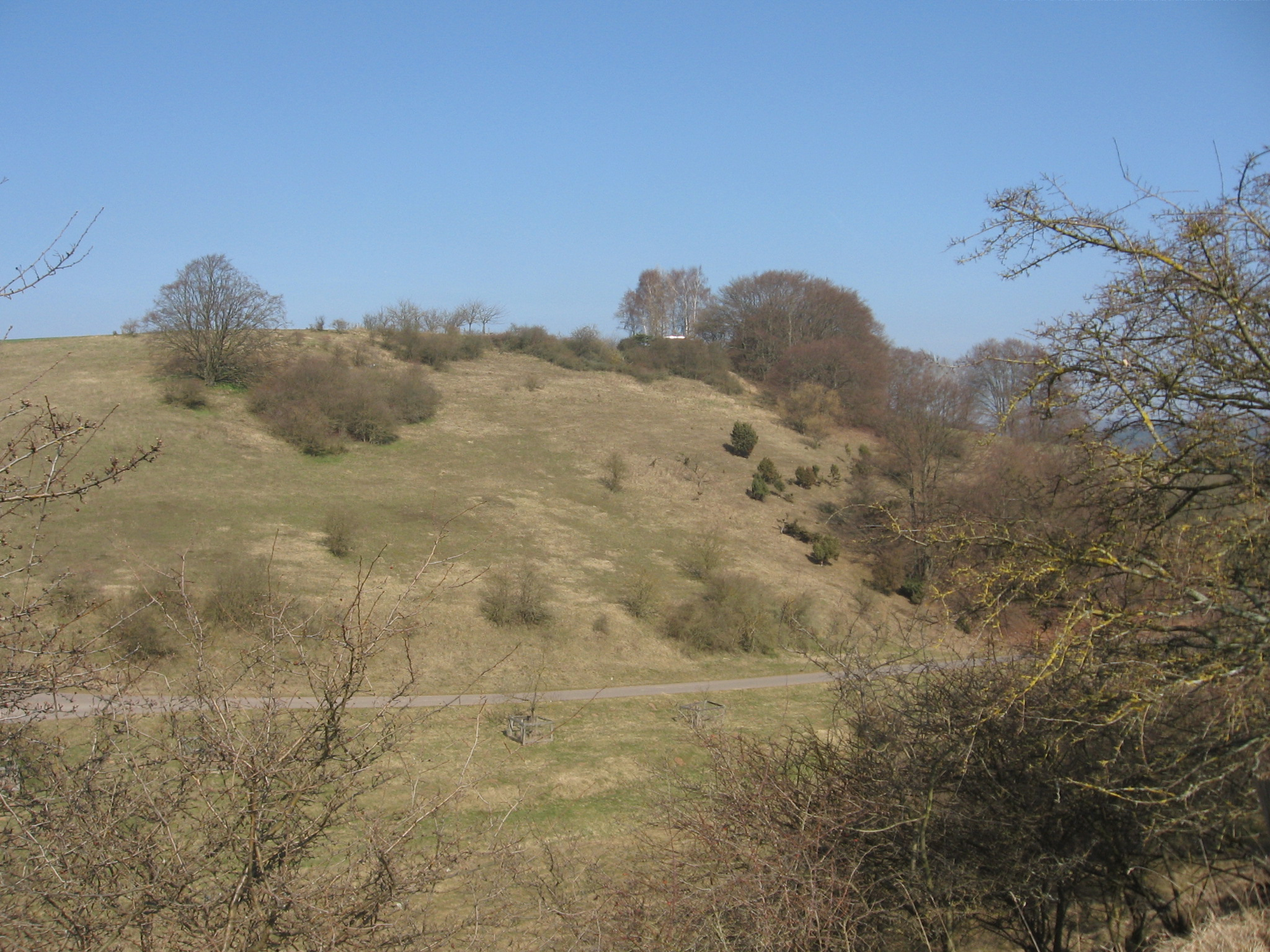
Teilfläche Weinberg im Glockengrund

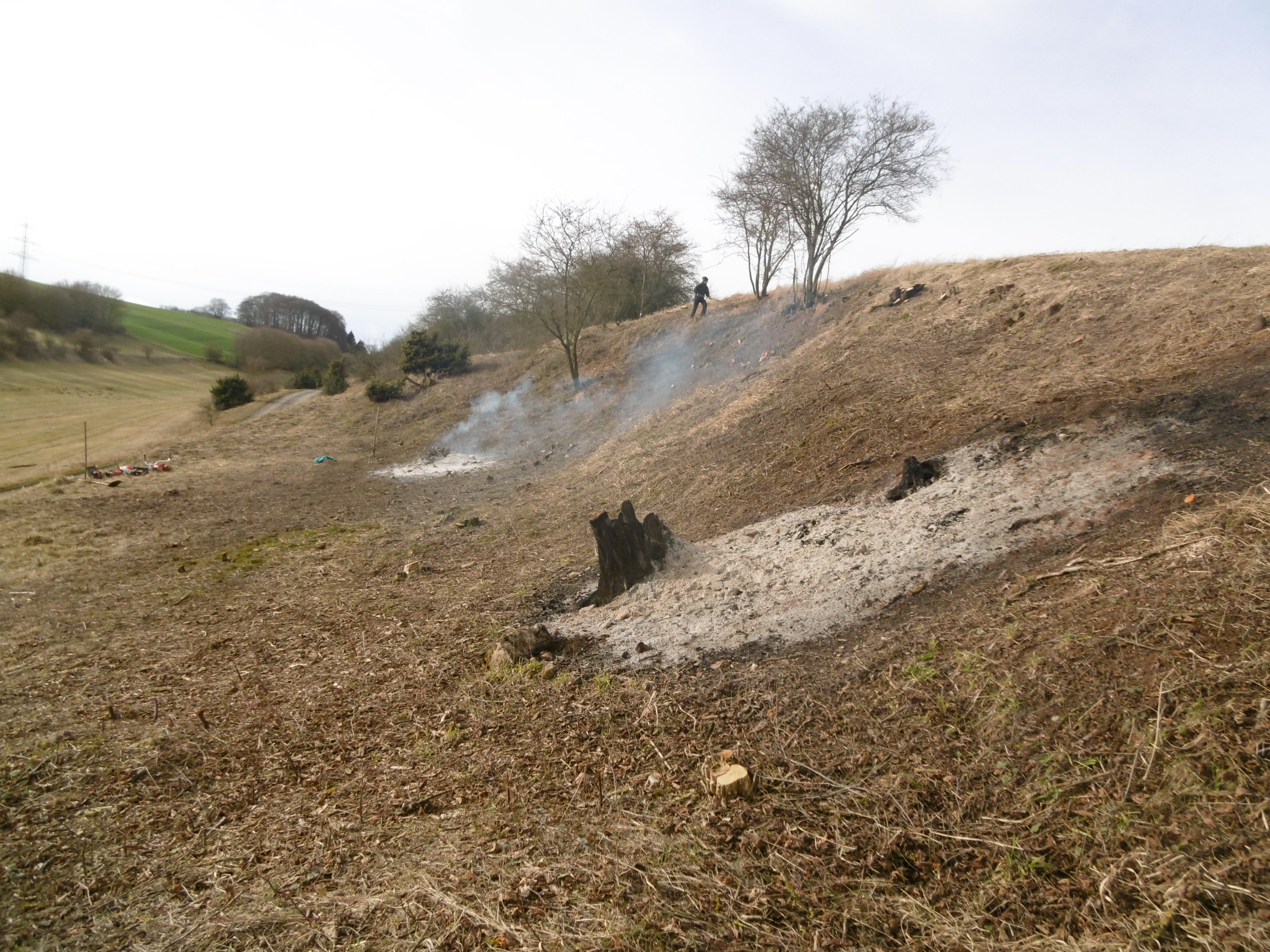
Vom Landschaftspflegetrupp der Biologische Station Hochsauerlandkreis endbuschter Bereich

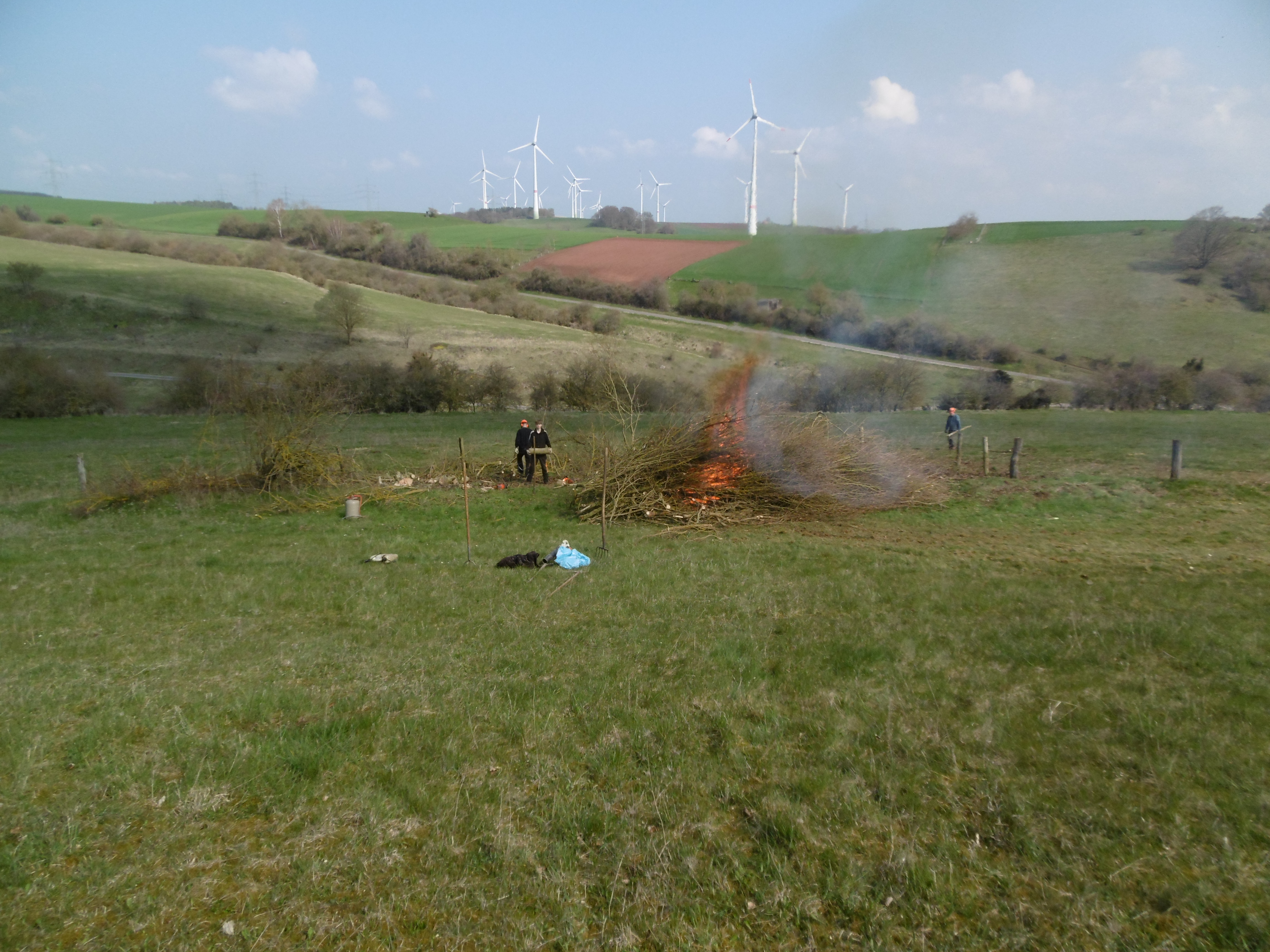
Landschaftspflegetrupp der Biologische Station HSK beim Auf den Stock setzen einer in den 1990er Jahren gepflanzten Hecke

Das Naturschutzgebiet Glockengrund liegt westlich von Udorf im Stadtgebiet von Marsberg im Hochsauerlandkreis. Es wurde 2008 mit dem Landschaftsplan Marsberg als Naturschutzgebiets (NSG) ausgewiesen und ist 43,27 ha groß. Das NSG stellt eine Teilflächen im Fauna-Flora-Habitat-Gebiet (FFH) Glockengrund, Glocken-rücken und Hummelgrund (Natura 2000-Nr. DE-4519-305) im Europäischen Schutzgebietssystem nach Natura 2000 dar. Das NSG stellt den mittleren Teil des FFH-Gebietes Glockengrund, Glockenrücken und Hummelgrund dar. Nördlich des Glockengrundes befindet sich das Naturschutzgebiet Hummelgrund und südlich das Naturschutzgebiet Udorfer Mühle. Das FFH-Gebiet gehört gemeinsam mit den ähnlich strukturierten NSG's an den Hängen von Glinde- und Diemeltal zu einem historischen Kulturlandschaftstyp mit enger Verzahnung von Gebüschen und Offenland und mit einer artenreichen und spezifischen Fauna und Flora carbonatischer Prägung, der im Hochsauerlandkreis einzigartig ist. Diese Flächen wurden früher in der Regel von Schäfern mit ihren Schaf- und Ziegenherden abgehütet. Das NSG grenzt fast ausschließlich an das Landschaftsschutzgebiet Magergrünland am Glockengrund und das Landschaftsschutzgebiet Freiflächen westlich Udorf. Das NSG gehört seit 2023 zum Vogelschutzgebiet Diemel- und Hoppecketal mit angrenzenden Wäldern.

## Beschreibung
Die Magerrasen im NSG repräsentieren einen in seinem Naturschutzwert herausragenden Restbestand der historischen Weidelandschaften auf Kalkverwitterungsböden der Marsberger Hochfläche. Beim Glockengrund handelt es sich um ein von West nach Ost verlaufendes, gegabeltes Nebentälchen der Orpe. An den steilen Unterhängen und in Kuppenlage westlich der Talgabelung sind blüten- und artenreiche Kalkhalbtrockenrasen unterschiedlicher Ausprägungen erhalten. Im östlichen NSG-Teil finden sich an beiden Talflanken ein heterogenes Mosaik aus Dornstrauchaufwuchs, meist Schwarzdorn. Der flache Talgrund mit dem grabenartig eingetieften namenlosen Bachlauf und die gering geneigten Plateauflächen sind von nährstoffreicheren Weiden und Wiesen eingenommen. Auf dem nordexponierten Hang steht ein größerer Wacholderbestand. Am südexponierten Gegenhang umrahmen blütenreiche Magerrasen einen kleinen aufgelassenen Steinbruch mit Gebüschen im Vorwaldstadium. Nördlich davon stocken Buchenfeldgehölze aus mehrstämmigen Bäumen in einem Bereich, in dem historischer Bergbau auf Zink und Blei stattgefunden hat. Ein weiteres Buchengehölz mit standortentsprechender Krautschicht findet sich im Plängersgrund am westlichen NSG-Rand. Durch die reiche Strukturierung mit Kleingehölzen ist das Gebiet zusätzlich ein wertvoller Brutbiotop für gefährdete heckenbrütende Vogelarten wie der Neuntöter und die Goldammer.

## Pflanzenarten im NSG
Das Landesamt für Natur, Umwelt und Verbraucherschutz Nordrhein-Westfalen dokumentierte im Schutzgebiet Pflanzenarten wie Acker-Witwenblume, Aufgeblasenes Leimkraut, Breitblättriger Thymian, Echte Schlüsselblume, Echtes Johanniskraut, Echtes Labkraut, Echtes Tausendgüldenkraut, Färber-Ginster, Gelbes Sonnenröschen, Gemeiner Natterkopf, Gemüse-Lauch, Gewöhnliche Kreuzblume, Großblütige Braunelle, Großes Zweiblatt, Heide-Günsel, Kleine Bibernelle, Kleiner Wiesenknopf, Kleines Habichtskraut, Knäuel-Glockenblume, Kriechende Hauhechel, Magerwiesen-Margerite, Mittlerer Wegerich, Nickendes Leimkraut, Purgier-Lein, Quendelblättriges Sandkraut, Rapunzel-Glockenblume, Rundblättrige Glockenblume, Skabiosen-Flockenblume, Wacholder, Wald-Veilchen, Waldmeister, Weißes Labkraut, Wiesen-Labkraut, Wiesen-Pippau, Wilde Möhre und Wirbeldost.

## Schutzzweck des Naturschutzgebietes
Das NSG wurde zur Erhaltung eines struktur- und besonders artenreichen Biotopkomplexes aus unterschiedlich mageren Grünlandflächen mit reicher Feldgehölzstrukturierung und eingestreuten Kalkbuchenwäldchen ausgewiesen. Auch soll die Habitatfunktion für etliche gefährdete Pflanzen-, Vogel und Insektenarten erhalten werden. Das NSG soll zur Sicherung der Grünlandnutzung durch Hüteschäferei beitragen. Das NSG soll zur Sicherung der Kohärenz und Umsetzung des europäischen Schutzgebietssystems Natura 2000 beitragen.

## Naturschutz
Teile der Flächen im NSG gehören dem Land Nordrhein-Westfalen, der NRW-Stiftung, dem Verein für Natur- und Vogelschutz im Hochsauerlandkreis (VNV) und der Stadt Marsberg. Im FFH-Gebiet Glockengrund, Glocken-rücken und Hummelgrund wurden ab 1990 50,13 ha durch die NRW-Stiftung angekauft.
Das NSG wird zum Großteil von einem Schäfer aus Udorf mit seiner Schaf- und Ziegenherde beweidet. Andere Grünlandflächen werden vom Schäfer als Mähwiesen genutzt und später im Jahr nachbeweidet. Seit den 1990er Jahren finden zudem Pflegearbeiten des VNV und der Biologische Station Hochsauerlandkreis im NSG statt. Insbesondere wurden Schwarzdorn-Büsche und Stockausschläge mit Motorsäge und Freischneider entfernt. Der Landschaftspflegetrupp der Biologische Station Hochsauerlandkreis arbeitete Anfang 2021 mit fünf Personen sechs Tage an in den 1990er Jahren gepflanzten Hecken, welche sich zu Feldgehölzen entwickelt hatten. Auch ein Mitarbeiter der Schäferei Bauer aus Udorf half einen Tag mit einem Frontlader mit insbesondere Bäume aus den Heckensträngen zu entfernen, damit Arten wie der Neuntöter wieder brüten können.
Der VNV pflanzte Obstbäume am Weg zum Schafstall und führt dort den Pflegeschnitt an den Obstbäumen durch. Auch Obstbaum-Schnittkurse werden dort durchgeführt.